# Мандела (коммуна)
Мандела (итал. Mandela) — коммуна в Италии, располагается в регионе Лацио, в провинции Рим.
Население составляет 916 человек (2008 г.), плотность населения составляет 69 чел./км². Занимает площадь 13 км². Почтовый индекс — 20. Телефонный код — 0774.
Покровителем коммуны почитается святитель Николай Мирликийский, празднование в первое воскресение декабря.

## Демография
Динамика населения:

## Администрация коммуны
- Официальный сайт: